# Śliwice Śląskie
Śliwice Śląskie – przystanek osobowy na zlikwidowanej linii nr 259 Otmuchów - Dziewiętlice, w miejscowości Śliwice, w województwie opolskim, w powiecie nyskim, w gminie Otmuchów, w Polsce.
Przystanek położony był w pobliżu obecnego centrum wsi, tuż obok drogi do Otmuchowa, stanowił niewielki plac o utwardzonej pospółką nawierzchni z umocnioną kamiennymi krawężnikami krawędzią peronową. Na przystanku nie było zabudowań.
Obecnie teren przystanku jest drogą lokalną.
| Śliwice Śląskie                                 |  |                            |
| Linia nr 259 Otmuchów - Dziewiętlice (5,200 km) |  |                            |
| Otmuchów Cukrowniaodległość: 2,300 km           |  | Meszno odległość: 2,500 km |